# Wangshi (köpinghuvudort i Kina, Liaoning Sheng, lat 40,86, long 122,82)
Wangshi (kinesiska: 王石, 王石镇) är en köpinghuvudort i Kina. Den ligger i provinsen Liaoning, i den nordöstra delen av landet, omkring 120 kilometer sydväst om provinshuvudstaden Shenyang. Antalet invånare är 43 461. Befolkningen består av 21 293 kvinnor och 22 168 män. Barn under 15 år utgör 15,0 %, vuxna 15-64 år 74 %, och äldre över 65 år 10,0 %.
Runt Wangshi är det tätbefolkat, med 442 invånare per kvadratkilometer. Närmaste större samhälle är Haicheng, 5,8 km väster om Wangshi. Trakten runt Wangshi består till största delen av jordbruksmark.
Genomsnittlig årsnederbörd är 976 millimeter. Den regnigaste månaden är juli, med i genomsnitt 249 mm nederbörd, och den torraste är januari, med 7 mm nederbörd.